# Бертельсманн-билдинг
Бе́ртельсманн-би́лдинг (англ. Bertelsmann Building) — небоскрёб в Мидтауне Манхэттена. Фасады здания выходят на 45-ю и 46-ю улицы и на Седьмую авеню.
На месте небоскрёба прежде находился 16-этажный Государственный театр Лёва (англ. Loew's State Theatre). Построенный в 1921-м, он был снесён в 1987 году. Небоскрёб был спроектирован архитектурным объединением Skidmore, Owings and Merrill. Застройщиком выступил Иан Брюс Эйхнер. Строительство велось в 1989—1990 годы. Фасады небоскрёба оформлены тёмно-зелёным стеклом с использованием алюминиевых средников. На южном фасаде имеются обширные вставки из более светлого стекла. Главный вход в здание расположен со стороны Бродвея. Этот фасад имеет треугольное сечение, заканчиваясь наверху конструкцией, выполненной в стиле деконструктивизма. Всего в здании насчитывается 44 этажа, а высота составляет 223 метра. Совокупная площадь помещений составляет около 102 000 м², в том числе 13 000 м² на трёх подземных этажах.
В 1992 году небоскрёб за 200 млн $ приобрело подразделение BMG концерна Bertelsmann и сделало его своим генеральным офисом. Впоследствии помещения были распроданы, и ныне в здании находятся офисы таких компаний, как Viacom и Yahoo!.

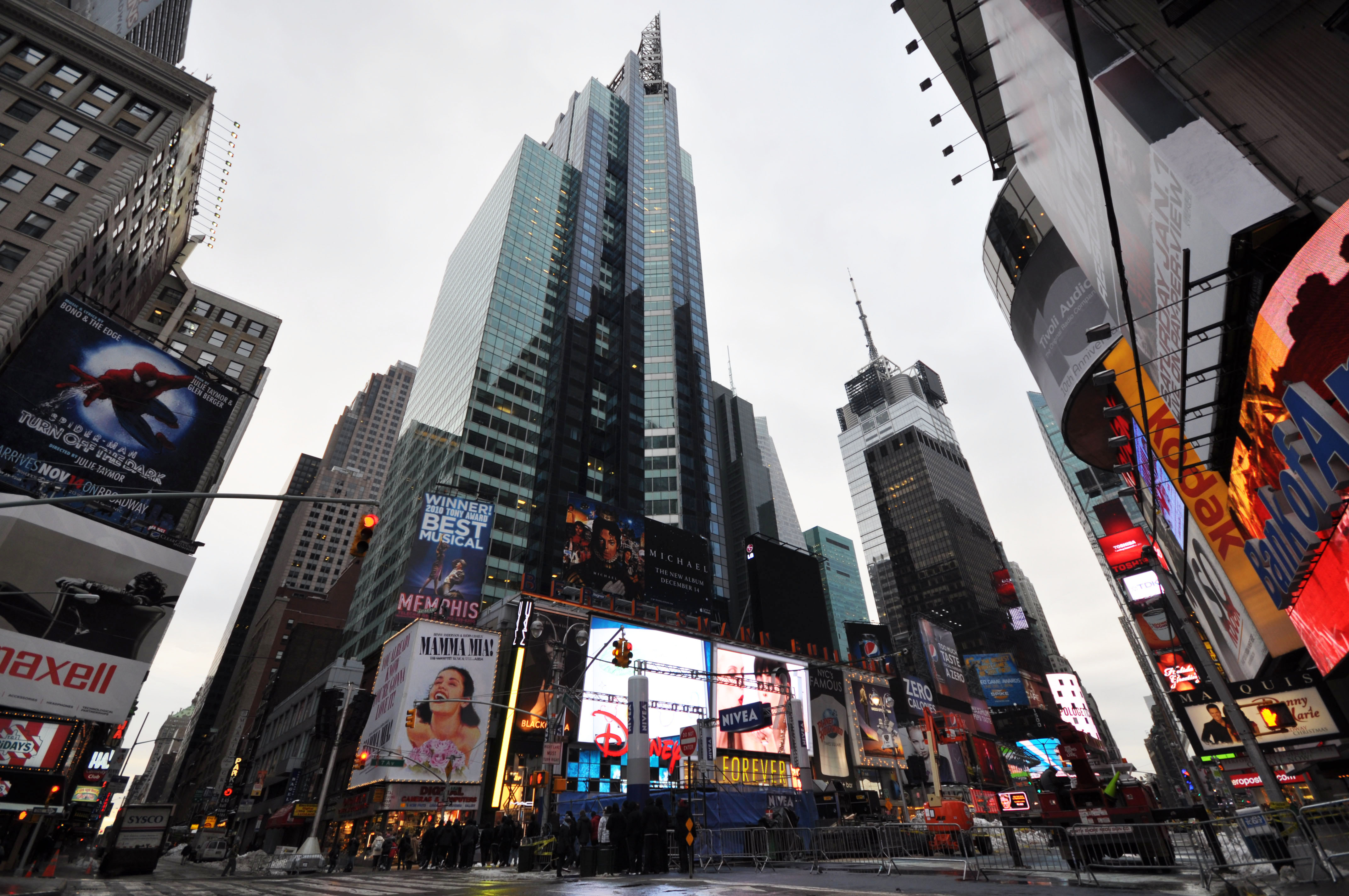
Небоскрёб в декабре 2010 года